# Zach Railey
Zachary Scott "Zach" Railey (São Petersburgo, 9 de maio de 1984) é um velejador estadunidense, medalhista olímpico. Ele competiu nos Jogos Olímpicos de Verão de 2008 na classe Finn e conquistou a medalha de prata. Sua irmã Paige Railey também competiu em diversas regatas olímpicas.